# Poisson blanc
Pour l’article homonyme, voir Poisson blanc (pêche).

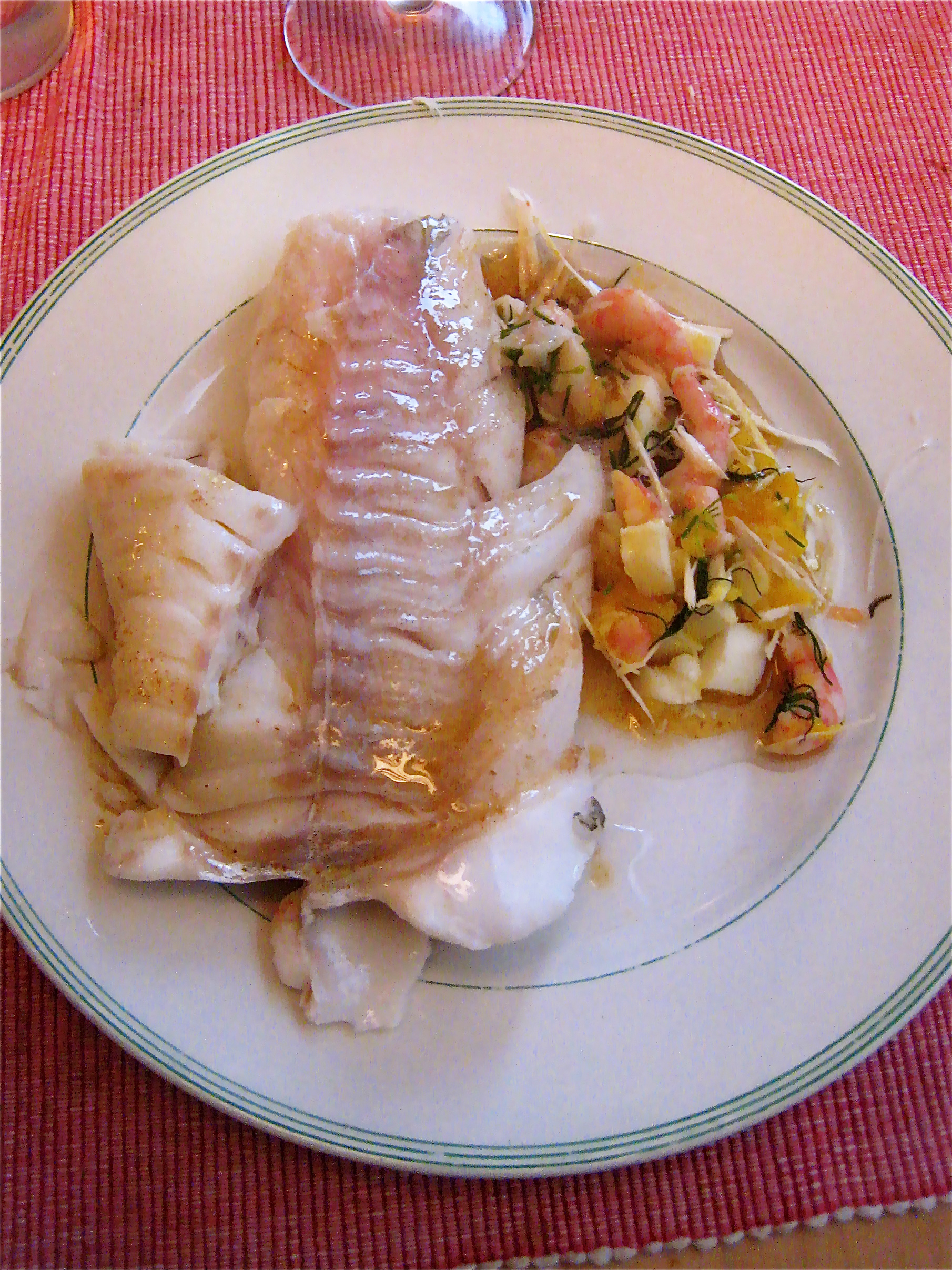
Un plat à base de morue (Gadus morhua).

Poisson blanc est une appellation usuelle attribuée à certains poissons. Cette dénomination n'a aucun rapport avec la couleur de leur peau mais sert à désigner des espèces dont la chair est blanche ou très pâle.
Les poissons blancs sont souvent des poissons démersaux ou benthiques, plus familièrement appelés « poissons de fond », cette dernière expression concernant également les poissons plats et aussi tous les poissons d'aquarium vivant près du sol ou cachés dans les fonds aquatiques.

## Quelques poissons à chair blanche

### Eau de mer
- Bar, bar commun, bar tacheté et diverses espèces (carnivores) du genre Dicentrarchus
- Colin[3], colin d'Alaska, colin de Norvège (Therarga finnmarchica) et diverses espèces
- Grenadier, grenadier de roche, grenadier bleu et diverses espèces de la famille des Macrouridae
- Lieu, lieu jaune, lieu noir et diverses espèces de la famille des Gadidae (aussi appelé bar)
- Lingues (ou julienne), Molva molva et diverses espèces du genre Molva
- Merlan, Merlangius merlangus
- Merlu, Merluccius merluccius et diverses espèces de la famille des Merlucciidae
- Cabillaud, morue commune et diverses espèces du genre Gadus
- Pangasius, Pangasianodon hypophthalmus[3], Pangasius bocourti
- Plie, plie commune et diverses espèces[3]
- Sébaste, Sebastes mentella, Sebastes norvegicus et diverses espèces du genre Sebastes
- Églefin, Melanogrammus aeglefinus
- Tacaud
- Mulet

### Eau douce
- Ablette, Alburnus alburnus
- Gardon, Rutilus rutilus
- Goujon, Gobio gobio
- Carpe, Cyprinus carpio
- Tanche, Tinca tinca
- Brème, Abramis brama
- Vairon, Phoxinus phoxinus